# Гай Фульвий Флакк (легат)
Гай Фульвий Флакк (лат. Gaius Fulvius Flaccus; III век до н. э.) — римский военачальник из плебейского рода Фульвиев, участник Второй Пунической войны. Был младшим сыном Марка Фульвия Флакка, консула 264 года до н. э. В 211 году до н. э. в качестве легата командовал союзнической кавалерией в армии брата Квинта и участвовал в боях за Капую. В конце года Гай вернулся в Рим, в 209 году до н. э. он снова служил в действующей армии под началом брата (на этот раз в Центральной Италии). О его дальнейшей судьбе сохранившиеся источники не сообщают.
Некоторые антиковеды считают возможным отождествление Гая Фульвия Флакка с упомянутым у Тита Ливия Гаем Фульвием — квестором 218 или 217 года до н. э., которого лигуры обманом захватили в плен и выдали карфагенянам для демонстрации своих дружеских намерений. Эта гипотеза предполагает, что Гай каким-то образом смог освободиться из плена.